# Wimbledon 1999
De 113e editie van het Britse grandslamtoernooi, Wimbledon 1999, werd gehouden van maandag 21 juni tot en met zondag 4 juli 1999. Voor de vrouwen was het de 106e editie van het graskampioenschap. Het toernooi werd gespeeld bij de All England Lawn Tennis and Croquet Club in de wijk Wimbledon van de Britse hoofdstad Londen.
Op de eerste zondag tijdens het toernooi (Middle Sunday) werd traditioneel niet gespeeld.
Het toernooi van 1999 trok 457.069 toeschouwers.

## Belangrijkste uitslagen
Mannenenkelspel

Finale: Pete Sampras (Verenigde Staten) won van Andre Agassi (Verenigde Staten) met 6-3, 6-4, 7-5
Vrouwenenkelspel

Finale: Lindsay Davenport (Verenigde Staten) won van Steffi Graf (Duitsland) met 6-4, 7-5
Mannendubbelspel

Finale: Mahesh Bhupathi (India) en Leander Paes (India) wonnen van Paul Haarhuis (Nederland) en Jared Palmer (Verenigde Staten) met 6-7, 6-3, 6-4, 7-6
Vrouwendubbelspel

Finale: Lindsay Davenport (Verenigde Staten) en Corina Morariu (Verenigde Staten) wonnen van Mariaan de Swardt (Zuid-Afrika) en Olena Tatarkova (Oekraïne) met 6-4, 6-4
Gemengd dubbelspel

Finale: Lisa Raymond (Verenigde Staten) en Leander Paes (India) wonnen van Anna Koernikova (Rusland) en Jonas Björkman (Zweden) met 6-4, 3-6, 6-3
Meisjesenkelspel

Finale: Iroda Tulyaganova (Oezbekistan) won van Lina Krasnoroetskaja (Rusland) met 7-6, 6-4
Meisjesdubbelspel

Finale: Dája Bedáňová (Tsjechië) en María Emilia Salerni (Argentinië) wonnen van Tetjana Perebyjnis (Oekraïne) en Iroda Tulyaganova (Oezbekistan) met 6-1, 2-6, 6-2
Jongensenkelspel

Finale: Jürgen Melzer (Oostenrijk) won van Kristian Pless (Denemarken) met 7-6, 6-3
Jongensdubbelspel

Finale: Guillermo Coria (Argentinië) en David Nalbandian (Argentinië) wonnen van Todor Enev (Bulgarije) en Jarkko Nieminen (Finland) met 7-5, 6-4

## Toeschouwersaantallen en bezoekerscapaciteit
|           |        | Eerste week |         | Tweede week |
| --------- | ------ | ----------- | ------- | ----------- |
| Maandag   |        | 36.471      |         | 36.884      |
| Dinsdag   | 39.254 | 29.870      |         |             |
| Woensdag  | 39.341 | 36.719      |         |             |
| Donderdag | 40.312 | 30.223      |         |             |
| Vrijdag   | 37.214 | 32.453      |         |             |
| Zaterdag  | 37.960 | 29.566      |         |             |
| Zondag    | –      | 30.802      |         |             |
| Totaal    |        | 457.069     | 457.069 | 457.069     |

|  | = slecht weer (meer dan twee uur niet gespeeld) |
|  | = gehele dag niet gespeeld, vanwege de regen    |

| Baan                           | Zitplaatsen                    | Staanplaatsen                  |                                | Baan                           | Zitplaatsen |
| ------------------------------ | ------------------------------ | ------------------------------ | ------------------------------ | ------------------------------ | ----------- |
| Centre Court                   | 13.813                         | –                              |                                | Court No. 10                   | –           |
| Court No. 1                    | 11.429                         | –                              | Court No. 11                   | 162                            |             |
| Court No. 2                    | 2.220                          | 770                            | Court No. 12                   | –                              |             |
| Court No. 3                    | 800                            | –                              | Court No. 13                   | 1.541                          |             |
| Court No. 4                    | –                              | –                              | Court No. 14                   | 318                            |             |
| Court No. 5                    | –                              | –                              | Court No. 15                   | 318                            |             |
| Court No. 6                    | 250                            | –                              | Court No. 16                   | 318                            |             |
| Court No. 7                    | 250                            | –                              | Court No. 17                   | 318                            |             |
| Court No. 8                    | –                              | –                              | Court No. 18                   | 788                            |             |
| Court No. 9                    | –                              | –                              |                                | Court No. 19                   | 305         |
| Totaal zitplaatsen             | Totaal zitplaatsen             | Totaal zitplaatsen             | Totaal zitplaatsen             | Totaal zitplaatsen             | 32.830      |
| Totaal staanplaatsen           | Totaal staanplaatsen           | Totaal staanplaatsen           | Totaal staanplaatsen           | Totaal staanplaatsen           | 770         |
|                                |                                |                                |                                |                                |             |
| Bezoekerscapaciteit tennispark | Bezoekerscapaciteit tennispark | Bezoekerscapaciteit tennispark | Bezoekerscapaciteit tennispark | Bezoekerscapaciteit tennispark | 33.500      |

## Uitzendrechten
In Nederland was Wimbledon te zien bij zender Net5. Net5 deed dagelijks rechtstreeks verslag van 13.00 tot 19.00 uur, in totaal ongeveer negentig uur aan live tennis. Het commentaar werd verzorgd door het duo Mariëtte Pakker en Albert Mantingh, samen met co-commentator Jacco Eltingh, vanuit een klein studiootje op Wimbledon, nabij baan 14. De eindredactie was in handen van Otto van der Parre. Net5 kreeg via het bemiddelingsbedrijf Prisma, beelden vanaf Centre Court, Court No. 1 en de 'feed mix' doorgestuurd vanuit de BBC, die de televisieregistratie verzorgde. De 'feed mix' werd samengesteld uit de wedstrijden op de overige showcourts. De internationale zendgemachtigden konden elke dag hun voorkeur uitspreken voor partijen. Daaruit werd door Prisma een keuze gemaakt. Aan het eind van de dag rond 22.00 uur, werd de dag op Net5 samengevat in het 'Wimbledon journaal'.
RTL 5 probeerde met een kort geding tegen de Britse rechtenhouder Prisma, nog te voorkomen dat Wimbledon bij Net5 werd uitgezonden. RTL 5 beweerde ‘Wimbledon’ eerder te hebben gekocht dan Net5 en vond dat Prisma daarna niet meer met andere partijen had mogen onderhandelen. Een woordvoerder van de Holland Media Groep (RTL4, 5 en Veronica) zij dat zij een letter of intent getekend hadden met Prisma.
In de eerste week keken naar de middaguitzendingen op Net5 gemiddeld 230.000 mensen van dertien jaar en ouder. Dat betekende een marktaandeel van 5,3 procent. De piek in kijkcijfers van de eerste week lag op zaterdag bij de partij tussen Richard Krajicek en Lorenzo Manta, toen gemiddeld 575.000 kijkers afstemden op Net5.
De uitzendrechten waren in eerste instantie voor de periode van 1997 tot en met 1999 gekocht door de commerciële sportzender Sport 7. Deze zender werd echter op 8 december 1996 van het scherm gehaald na financiële problemen, waarna de rechten weer vrij kwamen.
Verder kon het toernooi ook gevolgd worden bij de Britse publieke omroep BBC, waar uitgebreid live-verslag werd gedaan op de zenders BBC One en BBC Two.
1877 · 1878 · 1879 · 1880 · 1881 · 1882 · 1883 · 1884 · 1885 · 1886 · 1887 · 1888 · 1889 · 1890 · 1891 · 1892 · 1893 · 1894 · 1895 · 1896 · 1897 · 1898 · 1899 · 1900 · 1901 · 1902 · 1903 · 1904 · 1905 · 1906 · 1907 · 1908 · 1909 · 1910 · 1911 · 1912 · 1913 · 1914 · 1915–1918 · 1919 · 1920 · 1921 · 1922 · 1923 · 1924 · 1925 · 1926 · 1927 · 1928 · 1929 · 1930 · 1931 · 1932 · 1933 · 1934 · 1935 · 1936 · 1937 · 1938 · 1939 · 1940–1945 · 1946 · 1947 · 1948 · 1949 · 1950 · 1951 · 1952 · 1953 · 1954 · 1955 · 1956 · 1957 · 1958 · 1959 · 1960 · 1961 · 1962 · 1963 · 1964 · 1965 · 1966 · 1967
↓ open tijdperk ↓
1968 (m-v-md-vd-gd) · 1969 (m-v-md-vd-gd) · 1970 (m-v-md-vd-gd) · 1971 (m-v-md-vd-gd) · 1972 (m-v-md-vd-gd) · 1973 (m-v-md-vd-gd) · 1974 (m-v-md-vd-gd) · 1975 (m-v-md-vd-gd) · 1976 (m-v-md-vd-gd) · 1977 (m-v-md-vd-gd) · 1978 (m-v-md-vd-gd) · 1979 (m-v-md-vd-gd) · 1980 (m-v-md-vd-gd) · 1981 (m-v-md-vd-gd) · 1982 (m-v-md-vd-gd) · 1983 (m-v-md-vd-gd) · 1984 (m-v-md-vd-gd) · 1985 (m-v-md-vd-gd) · 1986 (m-v-md-vd-gd) · 1987 (m-v-md-vd-gd) · 1988 (m-v-md-vd-gd) · 1989 (m-v-md-vd-gd) · 1990 (m-v-md-vd-gd) · 1991 (m-v-md-vd-gd) · 1992 (m-v-md-vd-gd) · 1993 (m-v-md-vd-gd) · 1994 (m-v-md-vd-gd) · 1995 (m-v-md-vd-gd) · 1996 (m-v-md-vd-gd) · 1997 (m-v-md-vd-gd) · 1998 (m-v-md-vd-gd) · 1999 (m-v-md-vd-gd) · 2000 (m-v-md-vd-gd) · 2001 (m-v-md-vd-gd) · 2002 (m-v-md-vd-gd) · 2003 (m-v-md-vd-gd) · 2004 (m-v-md-vd-gd) · 2005 (m-v-md-vd-gd) · 2006 (m-v-md-vd-gd) · 2007 (m-v-md-vd-gd) · 2008 (m-v-md-vd-gd) · 2009 (m-v-md-vd-gd) · 2010 (m-v-md-vd-gd) · 2011 (m-v-md-vd-gd) · 2012 (m-v-md-vd-gd) · 2013 (m-v-md-vd-gd) · 2014 (m-v-md-vd-gd) · 2015 (m-v-md-vd-gd) · 2016 (m-v-md-vd-gd) · 2017 (m-v-md-vd-gd) · 2018 (m-v-md-vd-gd) · 2019 (m-v-md-vd-gd) · 2020 · 2021 (m-v-md-vd-gd) · 2022 (m-v-md-vd-gd) · 2023 (m-v-md-vd-gd) · 2024 (m-v-md-vd-gd)
Lijst van Wimbledonwinnaars · Toernooien per editie